# Komunistická strana Československa (1995)
Komunistická strana Československa (KSČ), do prosince 1999 Strana československých komunistů, je česká mimoparlamentní krajně levicová politická strana.
KSČ se hlásí k odkazu původní Komunistické strany Československa, pokládá se za její jedinou pravou pokračovatelku, resp. „obnovenou podobu“ (tak např. sjezdy čísluje kontinuálně) a odsuzuje revizionismus v KSČM. Ideologicky je založena na marxismu-leninismu a její cíl je nastolení diktatury proletariátu v Česku. Strana byla založena některými členy KSČ, kteří z ní byli vyloučeni v porevolučním období za údajná pochybení nebo nezákonnost. Generálním tajemníkem byl zvolen Miroslav Štěpán. KSČ vydává měsíčník Československý komunista/JISKRA.
KSČ prošla na přelomu tisíciletí rozkolem a v roce 2001 se od ní odštěpila nezaregistrovaná Komunistická strana Československa – Československá strana práce, jejímž předsedou je Ludvík Zifčák.
V září 2001 Nejvyšší soud zamítl návrh české vlády na pozastavení činnosti KSČ pro nepodání finanční zprávy za roky 1996–1997.
14. května 2011 proběhl další, „XXII.“ (tj. celkem šestý včetně zakládajícího) sjezd, který byl pouze ideový a měl za úkol potvrdit politiku strany.
V dubnu roku 2014 oznámil tajemník Krajského výboru KSČ Jihomoravského kraje, že spoluzakládá novou politickou stranu Komunistická strana česká 21 z důvodu pasivity strany po úmrtí Miroslava Štěpána.
Na sedmém sjezdu KSČ (který tato strana označuje jako „XXIII. řádný sjezd KSČ“) byl 29. listopadu 2014 zvolen nový ÚV KSČ. Na prvním zasedání ústředního výboru byl po zesnulém Miroslavu Štěpánovi novým generálním tajemníkem ÚV KSČ zvolen Jiří Vábr.
Od 21. května 2022 je generálním tajemníkem ÚV KSČ Roman Blaško.
Ve sněmovních volbách v roce 2025 kandidují zástupci na strany na kandidátní listině hnutí Stačilo!.